# Крысиный король

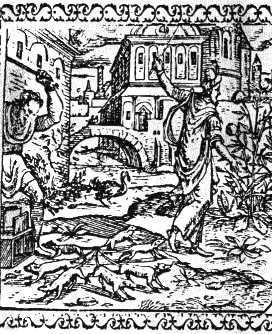
Крысиный король

Крыси́ный коро́ль — редкий феномен, когда несколько крыс или мышей, живущих в одной норе, запутываются, срастаются или слипаются хвостами и не могут разделиться. Феномен известен со средневековых времён и оброс легендами, в которых многоглавый «крысиный король» якобы правит крысами. 

## Ранние сообщения
Иногда в местах обитания крыс находят скопления особей с завязанными узлом хвостами, часто переломанными или повреждёнными. Такие «гнёзда» и называют «Крысиный король». Выдвигались различные гипотезы о возникновении таких скоплений. Предполагается, что причиной их образования является недостаток места, из-за чего молодые крысы живут слишком близко и неизбежно запутываются хвостами. Однако против этой теории выступает обычное поведение крыс, которые, как правило, ищут самые комфортные места.
«Крысиный король» описывается в книге Альфреда Эдмунда Брема «Жизнь животных. Всеобщая история животного царства»:
Крысы, живущие на воле, бывают подвержены совершенно особенной болезни: несколько их срастаются между собой хвостами и образуют так называемого крысиного короля, о котором в былые времена имели, конечно, другое понятие, чем теперь, когда его можно видеть почти в каждом музее. Прежде думали, что крысиный король в золотом венце восседает на троне из нескольких сросшихся меж собой подданных и отсюда решает судьбы всего крысиного царства! Во всяком случае верно, что иногда попадается довольно большое число крыс, плотно переплетённых хвостами, они едва могут двигаться и сострадательные крысы из жалости приносят им пищу. До сих пор ещё не знают настоящей причины такого явления. Думают, что какое-то особенное выпотение на хвостах крыс влечёт за собой их слипание, но никто не может сказать ничего положительного.
Автор известного современного сообщения о «крысином короле» в научной литературе не наблюдал «крысиного короля» в живом состоянии и ссылается на свидетельства очевидцев. Он выдвигает гипотезу, согласно которой крысы могут склеиваться или смерзаться хвостами во время сна в общем гнезде при очень низкой температуре окружающей среды, а после пробуждения, пытаясь освободиться, образуют «крысиного короля». Есть ещё и другая гипотеза — если большой выводок маленьких крысят находится в узком пространстве (гнезде), то их неокрепшие, гибкие хвосты переплетаются при копошении и играх. При очень быстром росте у крыс хвост костенеет и выводок становится крысиным королём.

## Примеры реальных «крысиных королей»

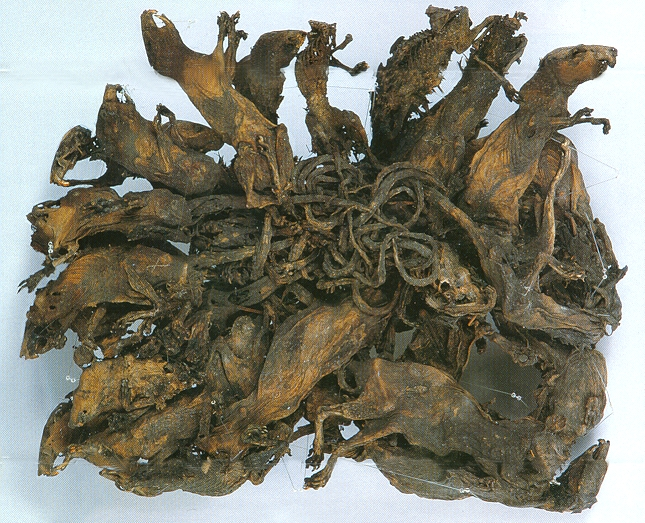
Крысиный король в Маврицианском музее естествознания (Альтенбург, Германия)

Количество известных находок крысиных королей невелико. По разным источникам известно о 35—50 случаях. Исследователи полагают, что многие из этих находок на самом деле подделки, артефакты, созданные людьми, например, с помощью связывания мёртвых крыс хвостами и их мумификации.
Самый ранний документ, содержащий сведения о крысиных королях, датируется 1564 годом. После того, как в XVIII веке чёрных крыс вытеснили серые крысы, данный феномен пошёл на спад. 
Наиболее известные образцы «крысиных королей» формируются из чёрных крыс (Rattus rattus). Единственная находка, включающая «крыс Савах» (Rattus rattus brevicaudatus) произошла 23 марта 1918 года в Богоре на Яве, где был найден крысиный король из десяти молодых полевых крыс. Были найдены и аналогичные «склейки» других видов: в апреле 1929 года из Гольштейна сообщили о группе молодых лесных мышей (Apodemus sylvaticus), оттуда же докладывали о «беличьем короле», образец которого якобы хранится в Зоологическом институте Гамбургского университета. «Крысиных королей» не следует путать с сиамскими близнецами, которые возникают во многих видах. В «крысиных королях» животные растут вместе только после рождения, но разделены во время родов.
В Тюрингии, в городе Альтенбург имеется самый большой из известных науке «Крысиных королей». Мумифицированные останки «Короля», состоящего из 32 крыс, были найдены в камине на мельнице в городе Бухгайм, в 1828 году. Законсервированный спиртом крысиный король был показан в музеях Гамбурга, Гмелина, Гёттингена и Штутгарта.
«Крысиный король», обнаруженный в 1963 году нидерландским фермером P. van Nijnatten at Rucphen (из города или местечка Rucphen) и ставший известным благодаря криптозоологу M. Schneider, состоял из семи крыс. Рентгеновские снимки показали образование костной мозоли при переломах их хвостов, что доказывает, что эти животные должны были прожить в таком состоянии длительный период времени. Количество взрослых животных среди «крысиных королей» тоже подтверждает эту теорию.
Вместе с тем, с начала XX века было зарегистрировано несколько случаев обнаружения крысиных королей; один из последних произошёл 10 апреля 1986 года — во Франции (Вандея). В XXI веке зарегистрировано два случая в Эстонии: 16 января 2005 года в городе Вырумаа, а 21 октября 2021 года на ферме в Пылвамаа, где был найден живой «крысиный король» из 13 крыс. В августе 2021 года живой «крысиный король» из пяти крысят был найден и снят на видео в Ставропольском крае; животных удалось распутать и спасти.

## В культуре
Исторически сложилось, что крысиные короли считались крайне плохим предзнаменованием, в частности, связанным с болезнями. Это естественный и разумный вывод, так как большие популяции крыс на небольшой территории обычно приносят с собой болезни и мор. С увеличением крысиной популяции возрастает вероятность вспышки заболеваний — например чёрной смерти, которая распространялась крысиными блохами.
Термин «крысиный король» часто понимался неправильно как «король крыс». Эта идея была особенно привлекательной для литературного и художественного творчества: например, в сказке Гофмана «Щелкунчик» действует злодей — семиглавый мышиный король (в постановках балета Петра Ильича Чайковского по этой сказке мышиный король редко сохраняет много голов). Другой пример — это сказка «Rattenkönig Birlibi» Эрнста Морица Арндта.
Сегодня крысиный король иногда используется как монстр в произведениях-хоррорах (например «Крысы» Джеймса Герберта), но само это словосочетание имеет определённую привлекательность и является, например, названием дебютных романов британских писателей Джеймса Клавелла «Крысиный король» (1962) и Чайна Мьевиля «Крысиный король» (1998). Фантастическую трактовку легенды о «крысином короле» и его предполагаемой власти над другими крысами и людьми можно найти в романе Терри Пратчетта «Изумительный Морис и его учёные грызуны». Одна из последних ссылок на «крысиного короля» дана в фильме Ларса фон Триера «Эпидемия», где он был предзнаменованием болезни. Эта же концепция формируется в детективном романе «Крысиный король» Майкла Дибдина. Также крысиный король появляется в романе Энни Пру «Аккордеон преступлений».
В телевизионной версии мультсериала «Черепашки Ниндзя» 1987 года одним из нескольких немутировавших возвратившихся злодеев был «Крысиный король» — грязный сумасшедший в лохмотьях, способный контролировать крыс — сначала с помощью флейты (аллюзия на легенду о гамельнском крысолове), а потом просто силой мысли.
Крысиным королём также называется гротескный мутант из «крысиной трилогии» Джеймса Герберта.
В цикле фантастических повестей Леонида Кудрявцева «Мир-цепь» Крысиный король — один из героев, обладает колдовскими способностями (благодаря которым легко путешествует между мирами), смелостью, честью и достоинством. Характеризуется скорее положительно.
В серии комиксов «Halo Jones» за авторством Алана Мура и Иэна Гибсона «крысиный король» был оружием в войне — коллективом из пяти сверхразумных крыс с переплетёнными хвостами, общающимися через компьютерный терминал.
В романе Мерси Шелли «2048» «крысиный король» подобно человеку использовал ИскИн.
В рассказе А. С. Грина «Крысолов» упоминается вымышленная книга Эрта Эртруса «Кладовая крысиного короля», которая описывает свойства и характеристики поведения мифического существа (крысы Грина — оборотни, умеющие превращаться в людей).
В рассказе Аврама Дэвидсона «Связанные хвостами короли» (The Tail-Tied Kings) группа сросшихся крыс, «Батюшки и Матушки», управляет крысиной общиной, будучи при этом совершенно беспомощной и полностью зависимой от других крыс.
В игре The Last of Us Part II крысиным королём называется сверхредкий вид заражённого, появившегося в результате долгого нахождения большого количества инфицированных в очень узком пространстве. Встречается один раз за игру и не имеет никаких упоминаний о нём в игровом мире, из чего можно предположить что он единственный в своём роде.
В игре Destiny 2 «экзотический» пистолет носит название «крысиный король» и имеет свойство усиливаться при нахождении поблизости других игроков с пистолетом «крысиный король» в руках.
В книге Терри Пратчетта «Изумительный Морис и его учёные грызуны» и её экранизации Крысиный король — главный злодей, обладающий коллективным разумом.